# Hogan Harris
Hogan Anthony Harris (Lafayette, Luisiana, 26 de diciembre de 1996), más conocido como Hogan Harris, es un jugador profesional estadounidense de béisbol que se desempeña en la posición de lanzador en Athletics, equipo de las Grandes Ligas de Béisbol (MLB).

## Carrera
En 2023, Harris hizo su debut en la MLB con el equipo Athletics, donde lleva jugando dos temporadas.